# Ambrosia Software
Ambrosia Software è stata un'azienda specializzata della produzione di software per i computer Apple Macintosh. La società ha sede a Rochester, New York e sviluppa sia videogiochi che programmi di utilità. Questi vengono distribuiti anche come prodotti shareware.
Il programma di utilità di maggior successo della società è Snapz Pro X sebbene la società sia nota per la distribuzione di videogiochi. La società venne fondata da Andrew Welch il 18 agosto 1993 dopo che questo si era laureato presso la Rochester Institute of Technology nel 1992. Il primo videogioco della società fu Maelstrom, un remake del gioco Asteroids. Maelstrom divenne rapidamente popolare nella comunità degli utenti macintosh e vinse diversi premi.
Il successo iniziale spinse l'azienda a mettere in commercio diversi giochi arcade. Tra questi si segnalano Apeiron (un remake di Centipede), e Swoop (un remake di Galaxian).
La mascotte non ufficiale di Ambrosia Software era Hector il pappagallo.

## Prodotti

### Videogiochi
Videogiochi Ambrosia in ordine di distribuzione:
- Maelstrom
- Chiral
- Apeiron — in seguito portato su macOS
- Swoop
- Barrack
- Escape Velocity
- Avara
- Bubble Trouble — in seguito portato su macOS
- Harry the Handsome Executive
- Mars Rising
- EV Override
- Slithereens
- Cythera
- Ares
- Ferazel's Wand
- Pillars of Garendall
- Deimos Rising
- Coldstone game engine
- Escape Velocity Nova
- Bubble Trouble X — porting per macOS dell'originale con qualche cambiamento nel gameplay
- pop-pop
- Uplink — porting per macOS
- Aki
- Apeiron X — porting per macOS con miglioramenti grafici
- GooBall
- Darwinia — porting per macOS
- El Ballo
- Redline
- SketchFighter 4000 Alpha
- DEFCON — porting per macOS
- pop-pop — Universal Binary release
- Uplink — Universal Binary
- Aki — Universal Binary
- Mondo Solitaire
- Aki — iPhone/iPod Touch
- Aquaria — porting per macOS
- Escape Velocity Nova — Universal Binary
- Multiwinia — porting per macOS

Ambrosia in collaborazione con DG Associates ha presentato Escape Velocity Nova Card Game.

### Utilità
Utilità sviluppate da Ambrosia Software:
- Eclipse
- ColorSwitch Pro
- Snapz Pro
- iSeek
- Snapz Pro X
- WireTap Pro
- Screen Cleaner Pro
- EasyEnvelopes
- Dragster
- iToner
- WireTap Studio
- WireTap Anywhere